# Bolszoje Pożarowo
Bolszoje Pożarowo (ros. Большое Пожарово) – wieś w Rosji, w rejonie kiczmiengsko-gorodieckim obwodu wołogodzkiego. W 2010 r. liczyła 13 mieszkańców.